# Adam Gorczyński
Adam Gorczyński (ur. 1805 w Tarnowie, zm. 24 maja 1876 w Brzeźnicy) – polski pisarz i poeta okresu romantyzmu, autor popularnych powieści w stylu gawęd szlacheckich i staropolskich sylw, artysta malarz okresu polskiego romantyzmu, pejzażysta polskich krajobrazów, współzałożyciel Towarzystwa Przyjaciół Sztuk Pięknych w Krakowie, zaangażowany politycznie w polskie sprawy w Galicji, działacz społeczny, właściciel dóbr ziemskich w Brzeźnicy i Marcyporębie. Używał pseudonimu literackiego „Jadam z Zatora”. W XXI wieku stał się patronem inicjatyw kulturalnych w rodzinnej Brzeźnicy.

## Życiorys

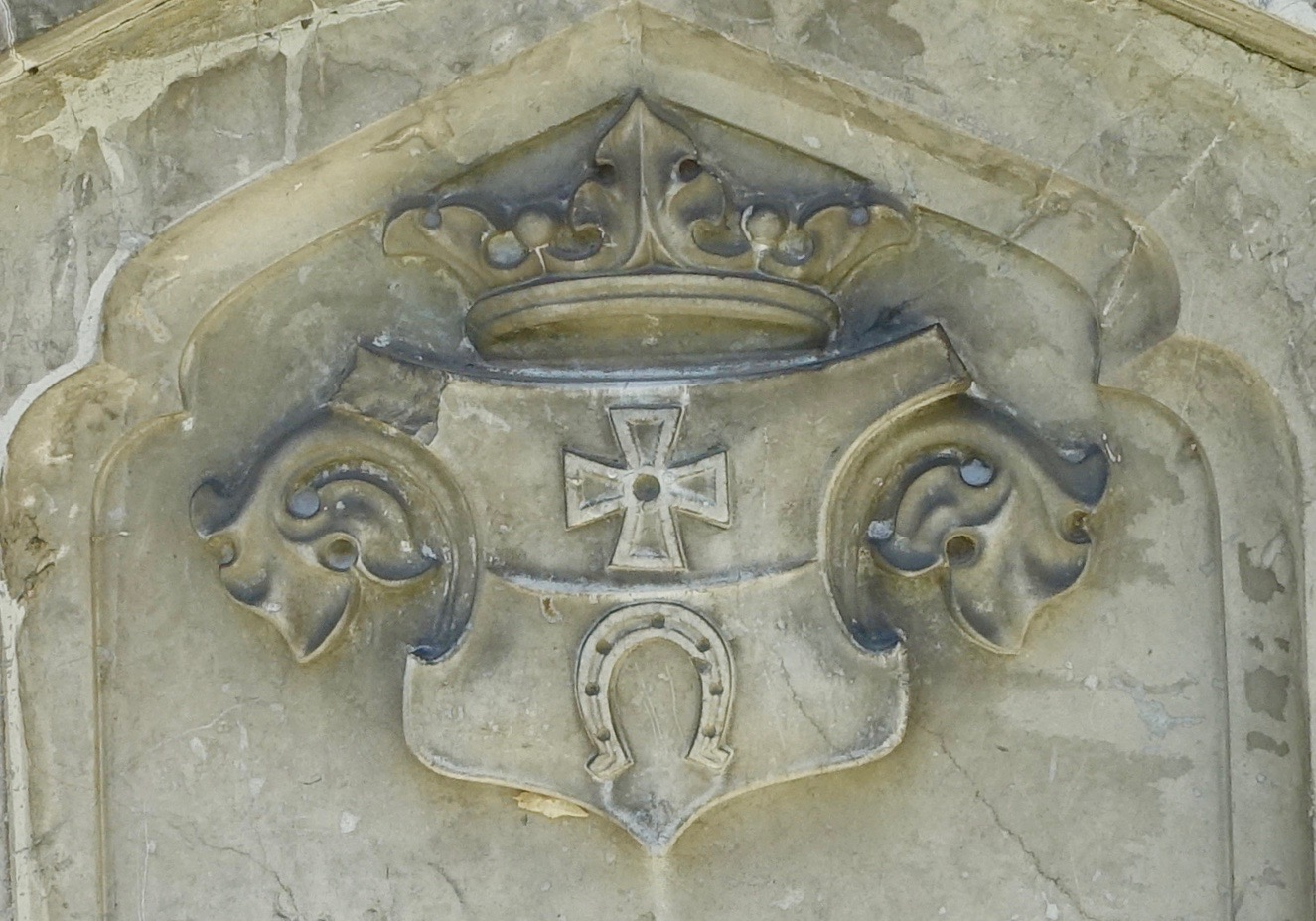
Herb Gorczyńskich z pomnika Józefa Kalasantego, ojca Adama, sprzed kościoła św. Marcina w Marcyporębie, 2018

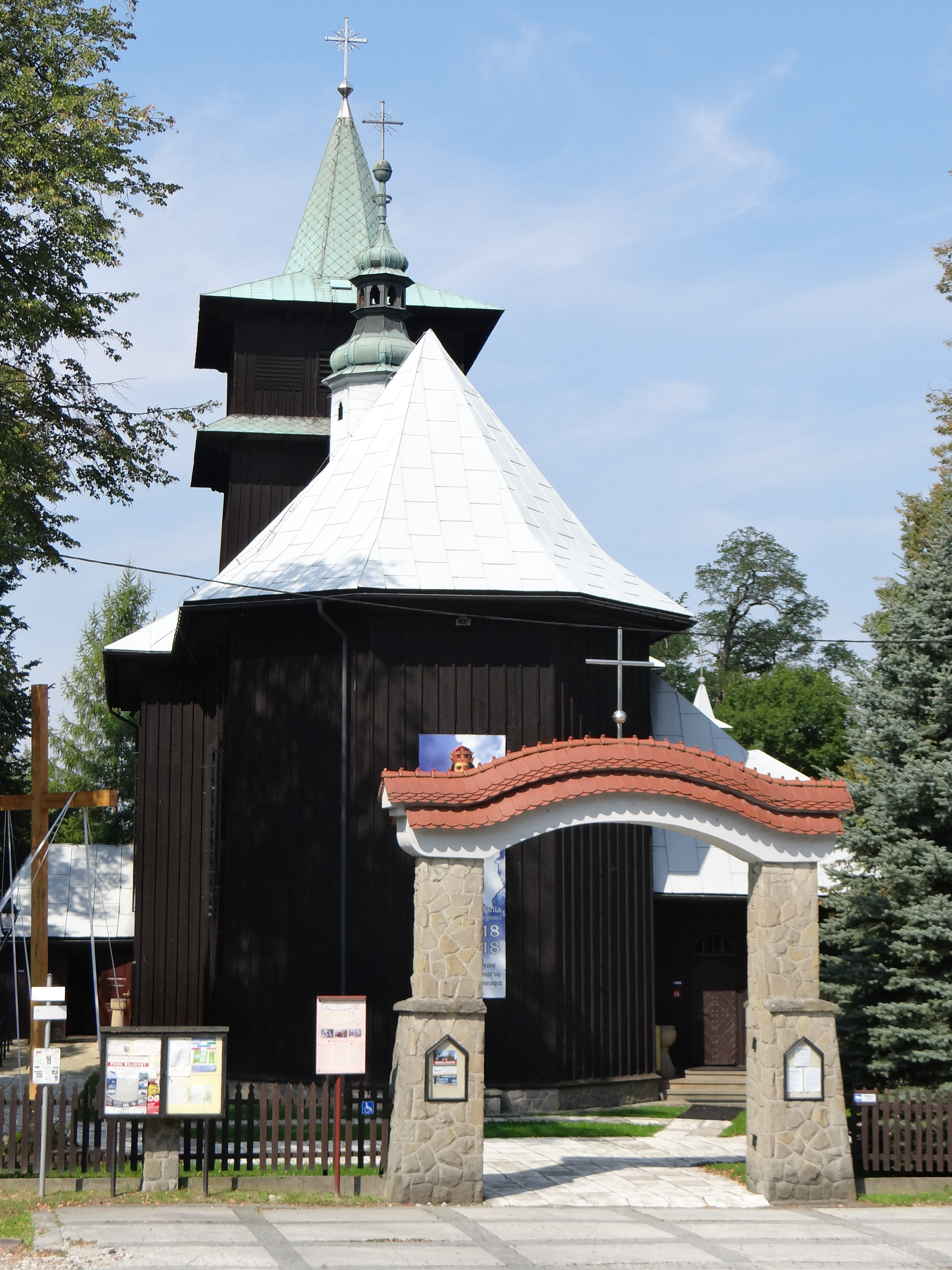
Kościół św. Marcina w Marcyporębie, 2018

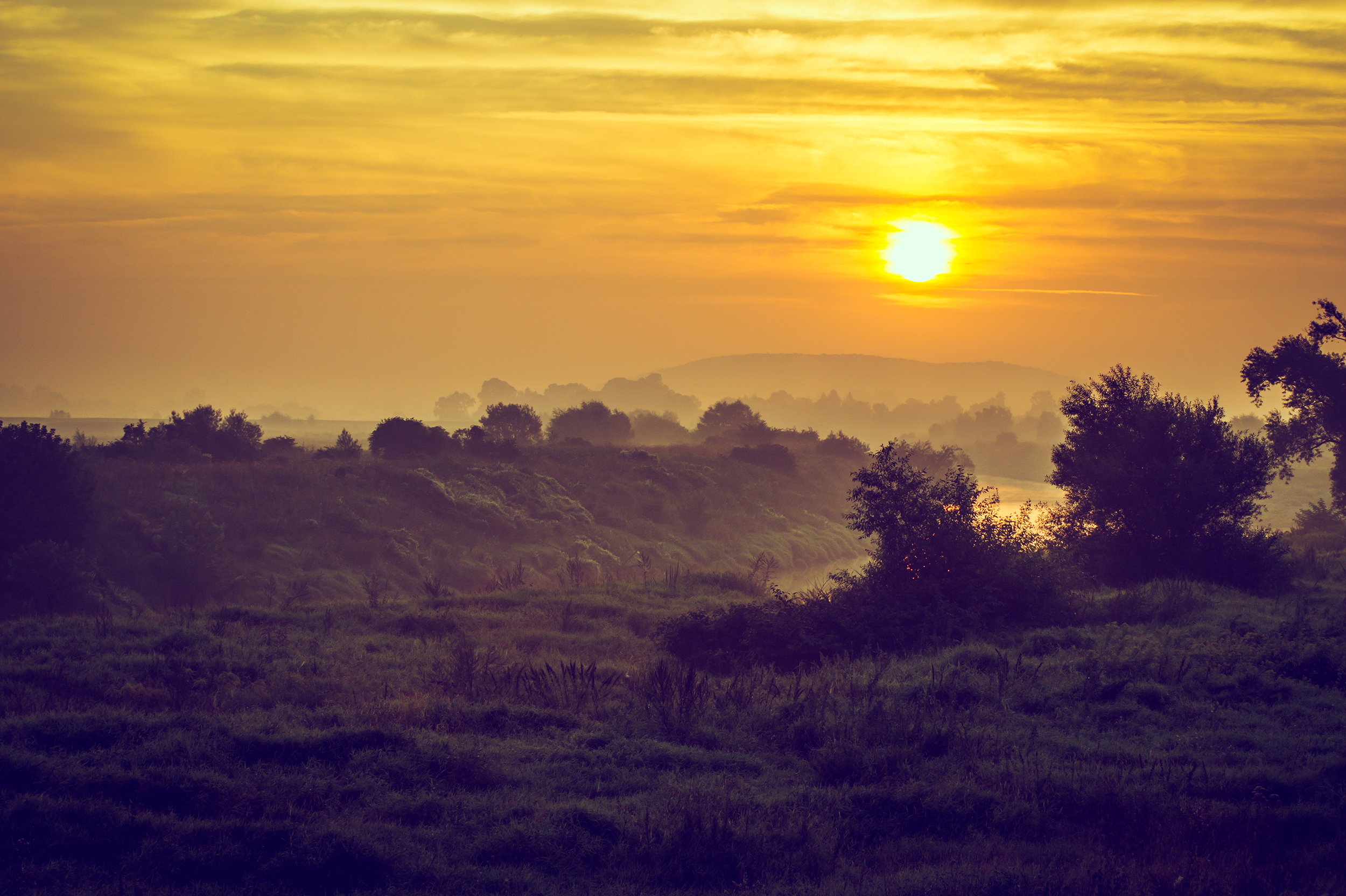
Widok na Wisłę na północ od Brzeźnicy, 2016

Urodził się w 1805 w Tarnowie jako syn nobilitowanego w 1794 adwokata Józefa Kalasantego Gorczyńskiego (herbu własnego) i Katarzyny z Łojowskich. Józef Kalasanty w 1818 zakupił Brzeźnicę, Nowe Dwory oraz część Marcyporęby. Siostra Adama Elżbieta była babką generała Józefa Hallera.
Adam Gorczyński ukończył gimnazjum w Tarnowie, a następnie studiował filozofię we Lwowie. Nawiązał wtedy kontakty z Ossolineum. Zbliżył się do grupy intelektualistów lwowskich – Augusta Bielowskiego, Ludwika Nabielaka i Stanisława Jaszowskiego – zwolenników nurtu podkreślającego związki kultury polskiej z historią Słowiańszczyzny. Atmosfera kulturalno-literacka, którą przesiąkł wtedy młody Gorczyński, dała się odczuć w jego późniejszych tekstach literackich.
Od 1821 odbył w Wiedniu „studia kameralne”, które przygotowywały zarządców dóbr wielkiej własności ziemskiej oraz urzędników dla austriackich krajów koronnych. Po powrocie z Wiednia, gdzie uczył się także malarstwa, ożenił się i zajął się gospodarstwem w Nowych Dworach. Po śmierci ojca w 1830 przeniósł się na stałe do Brzeźnicy, którą odziedziczył razem z częścią pobliskiej Marcyporęby. Jako posiadacz znacznych dóbr tabularnych na terenie Galicji miał prawo głosowania w kurii posiadaczy ziemskich. Zmarł w 1876 i został pochowany na cmentarzu przy kościele parafialnym w Marcyporębie.

### Twórczość pisarska
Adam Gorczyński był twórcą okresu polskiego romantyzmu, kojarzonego z niepodległościową literaturą emigracyjną i słowianofilstwem, którego rozwój przypadł na okres od 1815 (potwierdzenie przez Kongres Wiedeński rozbiorów Polski)  do 1863 (upadek Powstania Styczniowego). W tym czasie drogi romantyzmu europejskiego wyznaczały przemiany społeczne, a polskiego wydarzenia polityczne, które określały jego odmienny, narodowo-patriotyczny charakter. Te cechy występowały w polskiej sztuce aż do odzyskania niepodległości w 1918, a nawet do Powstania Warszawskiego w 1944.
Twórczość pisarską Gorczyńskiego charakteryzowało dowartościowanie rodzimych obyczajów, swojskich krajobrazów i dawnych legend, a jej głównymi cechami były patriotyczno-niepodległościowy charakter, regionalizm, historycyzm i ludowość. W latach 1835–1845 był jednym z najbardziej poczytnych pisarzy polskich. Pierwsze utwory poetyckie zamieścił w „Rozmaitościach Lwowskich” w 1819. Napisał 21 utworów dramatycznych, które były grane w teatrach Krakowa, Lwowa, Warszawy i Poznania. Syn jego Bronisław wydał już po śmierci pisarza zbiory wierszy i teksty sztuk (w serii Dramata): Ludwika, Artysta i Książę, Wanda, Zbydowski i Zawisza, Ojciec chrzestny, Olimpia oraz akt I dramatu Ludgarda. Autor drukował je wcześniej w różnych czasopismach jak „Sławianin”, „Rozmaitości”, „Przyjaciel Ludu”, „Czas”, „Biblioteka Warszawska”.

Prując ojców grzędę,
Jeśli wyorasz śpiącą w ukryciu legendę,
To ją nizaj na nitkę naszego różańca.
Może trącisz o kamień, co szedł w poniewierkę,
I z starego kamienia wykrzeszerz iskierkę,
Co rozświeci myśl ciemną twego współmieszkańca;
Jeżeliś mniej szczęśliwy, z kilku gór i domków
Wysnuj mały obrazek dla oka współziomków.
Wżdy niejedna stolica naszych ojców ziemi
Malowana tak cudnie wzory rozlicznemi
Nakarmi nasze oko – z wdzięków urokiem
Wpisze się do pamięci wrażeniem głębokiem.

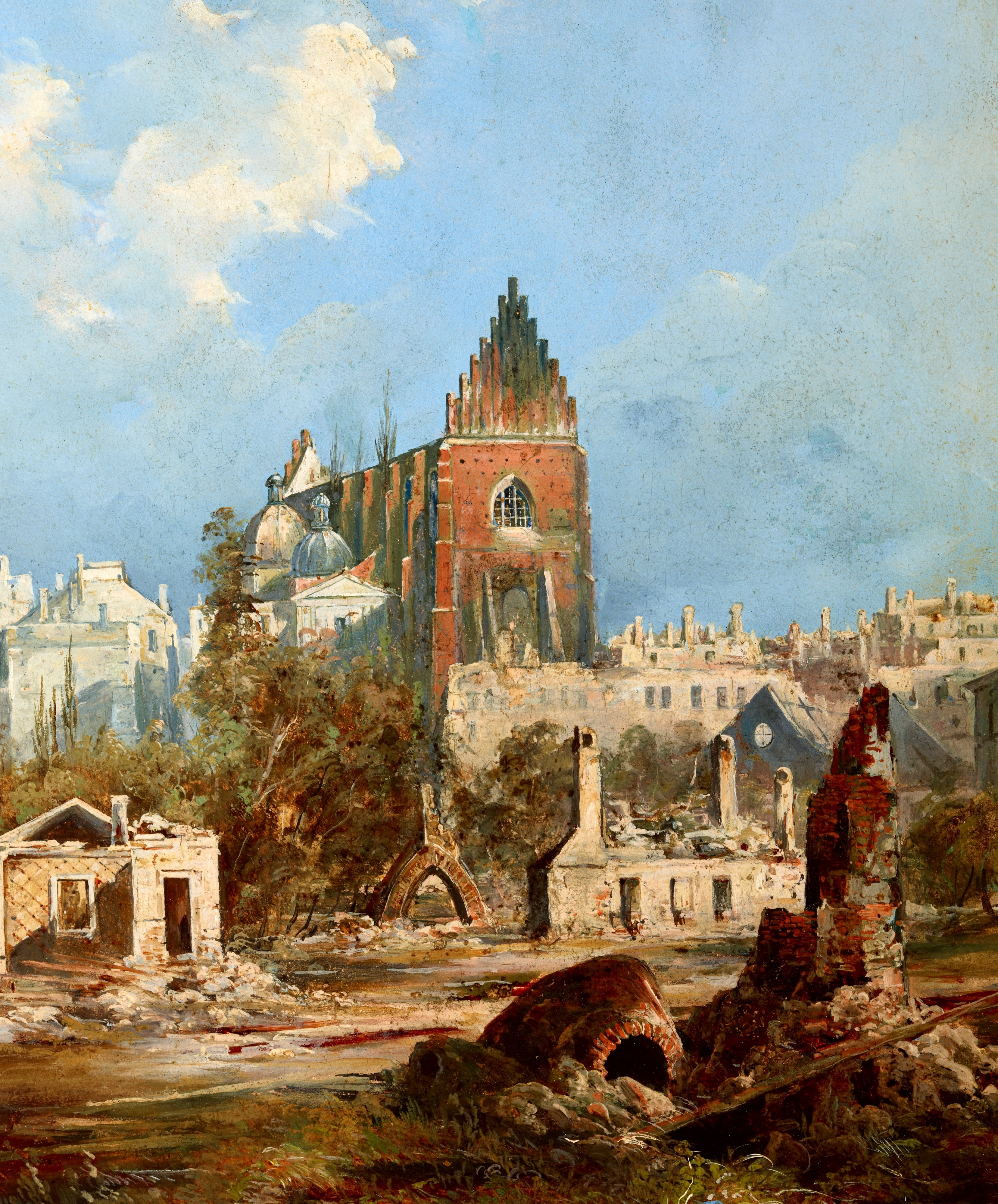
Kościół Dominikanów w Krakowie po pożarze 1850 r., 1850, 29×25 cm, Muzeum Narodowe w Krakowie, MNK II-a-58

Charakterystyczne dla dorobku Gorczyńskiego były opowiadania zbliżone do gawędy szlacheckiej. Gatunek ten naśladował opowiadania ustne, pozornie niedbałe, pełne rozbudowanych dygresji i komentarzy. Tematyka tych utworów skupiała się na obrazkach z codzienności dawnego życia średniej szlachty, a ich kompozycja przypominała sceny rodzajowe. Było to konsekwencją podobieństwa, jakie autor dostrzegał pomiędzy literaturą a malarstwem. Do najbardziej poczytnych opowieści należą: Zamek Libusza; Kto się w opiekę poda Panu Swemu; Niedźwiedzica; Górnice; Kwestia o Wilczy Dołek; Żaki; Kapitalik; Syn Chrzestny; Hełm Jaksy; Wróżba Maruchy; Pan Królowej ruskiej; Zwierciadełko; Skała św. Onufrego, czyli kronika szlacheckiego dworku; Kasperek; Straszny strzelec. Niektóre z tych opowieści były tłumaczone na język czeski i niemiecki.
Powieści Jadama w formie legend i baśni podkrakowskich ukazały się w 1838. W 1842 wydał we Lwowie zbiór Opowieści i legendy Jadama z Ziemi Zatorskiej, którego obszerną recenzję opublikował miesięcznik „Biblioteka Warszawska” i które stały się w 1852 lekturą szkolną w polskim gimnazjum w Cieszynie. W zbiorze tym zamieścił między innymi legendy dotyczące Zakrzowa, a także Nowych Dworów, których był właścicielem. W tym samym roku wydrukował Silva rerum Jadama w staropolskiej literackiej formie sylwy i stanowiące dalszy ciąg Opowieści. Był także autorem dwóch powieści obyczajowych – Farmazon (1844) i Zeno (1845).
Książki Gorczyńskiego należały do romantyzmu popularnego, przeznaczonego dla szerokiej publiczności. Ich treścią były historie średniowieczne, które pisarz rozwijał i dopowiadał z pomocą własnej wyobraźni. Niektóre z nich (np. Balice, Zemsta, Hełm Jaksy) były oparte na fragmentach kronik Jana Długosza i Marcina Bielskiego. Akcja historycznych opowiadań Gorczyńskiego często toczyła się w scenerii romantyczno-gotyckiej, jak lochy i zamczyska, tajemnicze groty i opuszczone kaplice (opowiadanie Balice). Jego ilustrowana, umiejscowiona na zamku w Czorsztynie, legenda Pogoń Tatarów została wydana w 1847.
Używał pseudonimu „Jadam z Zatora”, którym podkreślał swą przynależność do konkretnego regionu, z własną kulturą i historią. Ten rodzaj literackiej mistyfikacji, często stosowany w romantyzmie, miał uwiarygodnić prezentowane utwory jako opowieści zasłyszane od prostego ludu. Podstawą tych utworów stały się legendy spisywane przez Gorczyńskiego podczas jego krajowych wędrówek, często z przyjaciółmi – Wincentym Polem, Janem Nepomucenem Głowackim i Leonem Dembowskim. Po tragicznych wydarzeniach rabacji galicyjskiej wyraźnie zmienił przekaz publikacji w kierunku pracy organicznej.
Dokonał przekładu wierszy czeskiego poety Václava Hanki. Zajmował się także przekładami poezji romantyków niemieckich Schillera i Goethego. Przetłumaczył również Romea i Julię Williama Shakespeare’a, przekład ten nie był wystawiany. Katalog twórczości Gorczyńskiego znajduje się w Bibliografii Estreichera. W obszernej monografii „Rys dziejów piśmiennictwa polskiego” z 1860 wysoko oceniono dramaty jego autorstwa: „W nich (drammatach) niepospolity talent jaśnieje, są w nich sceny cudnej piękności, które po mistrzowsku oddaje, ducha wieku, bo go pojął wybornie, ale i obok tego i płaskie pomieszcza”.

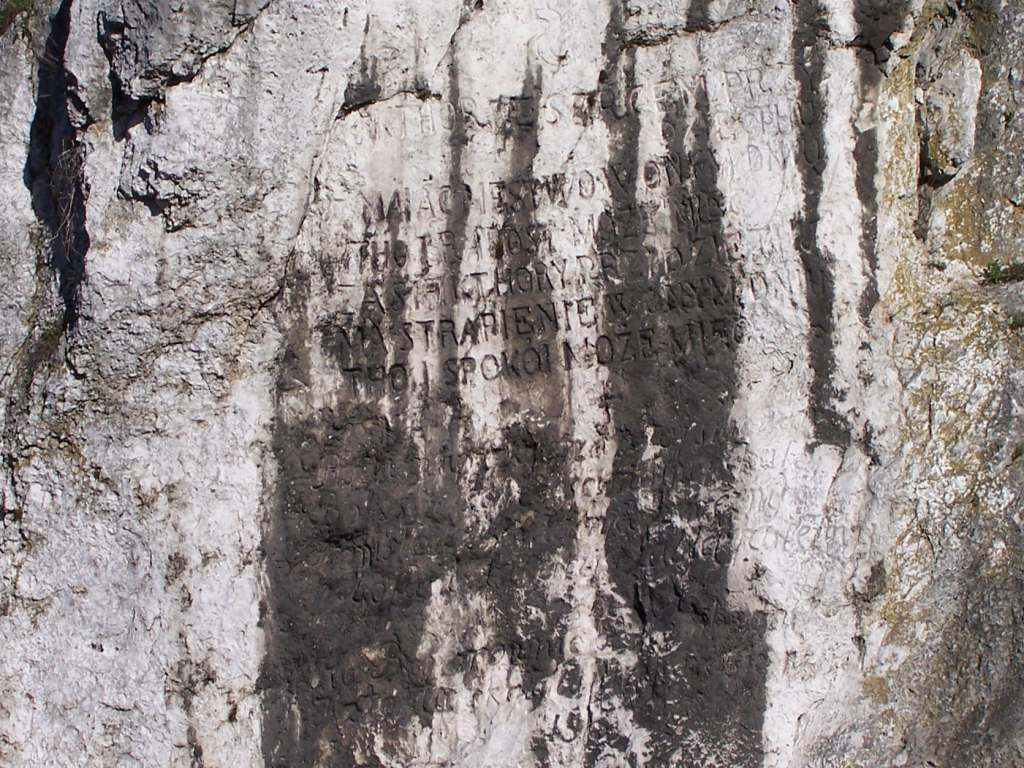
Inskrypcja wiersza Adama Gorczyńskiego na Skale Kmity,

Na początku lat 60. XIX wieku zaprzestał twórczości literackiej. Ćwierć wieku po jego śmierci określono go „powieściopisarzem i dramaturgiem, niegdyś dość głośnym”, którego „utwory przyjęte były przychylnie, bo się ukazały w czasie wielkiej posuchy literackiej w kraju i ponieważ były niby oparte na podaniach miejscowych, a wówczas nadzwyczaj ceniono wszelkie zarysy prowincjonalne”.  
Karol Estreicher cytuje słowa Adama Gorczyńskiego ze spotkania z nim w Krakowie w 1852: „Piszę w wolnych chwilach od zajęć gospodarskich. (...) Przy tylu koryfeuszach literackich, skromny szeregowiec naprzód wyrywać się nie może, a ja swobodnie na roli dożywam wieku, jaki dobry Bóg mi naznaczył”. We współczesnym mu podręczniku literatury polskiej dla użytku szkół podano w 1866, że „napisał kilka dobrych powieści, pomiędzy którymi należy do lepszych Farmazon (1844). Silva rerum (1842) jest zbiorem powiastek jałowej treści, ale pięknym pisanych językiem”. 
Krakowski „Czas” we wspomnieniu pośmiertnym w 1876 pisał: „Adam Gorczyński należał do zastępu szczupłego grona piszących, którzy starali się ożywić ruch literacki wśród najtrwalszych stosunków cenzuralnych i zupełnego zobojętnienia dla książki”. Józef Ignacy Kraszewski napisał o jego powieściach: „Znać talent niepospolity, a nade wszystko uczucie sprawiedliwe przeszłości i zrozumienie jej ducha bez uprzedzeń”.
Romantyzm uruchomił nowoczesną ideologię narodową i wpłynął w sposób decydujący na przyjmowane w Polsce postawy światopoglądowe i stanowiska polityczne. Wybór opowiadań i poezji Adama Gorczyńskiego ukazał się w 2014. Uźródłowioną analizę utworów Gorczyńskiego pod względem historii lokalnej na podstawie odnalezionego archiwum parafii w Stryszowie, której kolatorami była jego rodzina, opublikowano w 2021. W świadomości późniejszych pokoleń „Jadam z Zatora” zaistniał przede wszystkim jako piewca rodzimych okolic i wielbiciel ludowych podań. Uznawany jest za twórcę z pogranicza romantyzmu i pozytywizmu. 
Na Skale Kmity (w rezerwacie krajobrazowym nad przełomem rzeki Rudawa w Garbie Tenczyńskim koło Krakowa) istnieje wykuty w 1854 „za powodem profesora Łepkowskiego, a kosztem hrabiego Skórzewskiego” i widoczny (odnowiony w 2016) fragment jego archaizowanego wiersza: 

Kthóry z sercem przydzie thu,

Maiąc mestwo w onym dniu,

Tho i radost może mieć.
Zasie kthory przydzie thu,

Ma strapienie w onym dniu,

Tho i spokói może mieć.

Poetycka apoteoza Chleb została ponownie opublikowana w 1918. Wydany w 1884 wiersz Gorczyńskiego W grudniu! przedstawiono w 2020 jako przykład utworu pomocnego w kształceniu współczesnych studentów i pracowników ochrony zdrowia. Zauważono także, że poezja tego typu wzbogaca profesjonalistów medycznych, a także może ich chronić przed wypaleniem zawodowym.

...

I w gorącym leży pocie.

I nie stać go na doktory;

A ten Kraków tak daleki;

Ale dobry pan Wróbleski

Gospodarza raz nawiedził,

I zapisał jakieś leki.

Czy się będzie znowu biedził

Do chorego? ubogiego?...

### Twórczość malarska

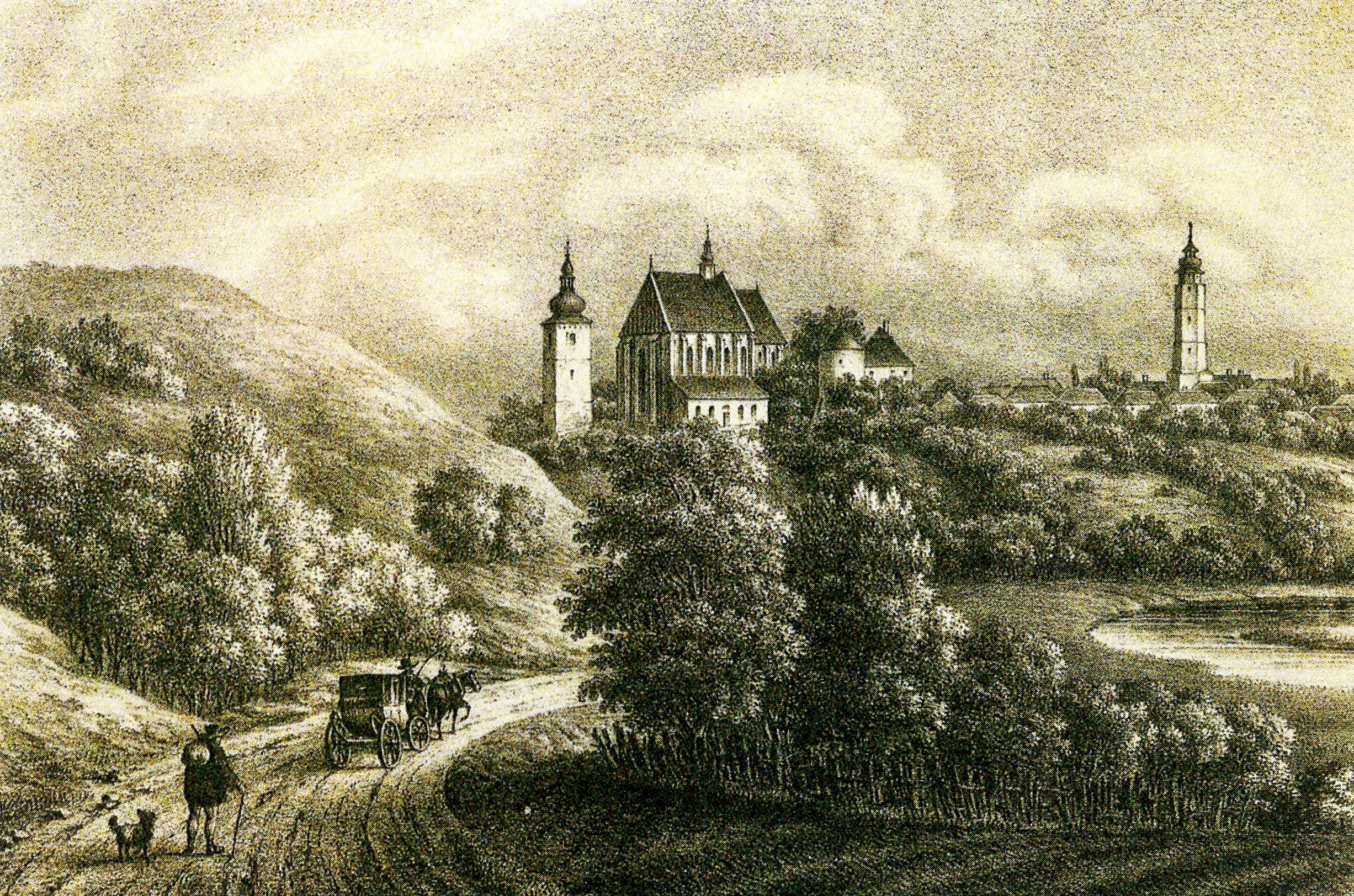
Litografia Biecz, 1840

Treści ideowe malarstwa Adama Gorczyńskiego również należały do polskiego romantyzmu, w którym dominowały tendencje realistyczne, obiektywnie przedstawiające rzeczywistość. W tym okresie nastąpiły narodziny pejzażu jako oddzielnego tematu w sztuce. Artyści zaczęli malować krajobrazy tak, jak je rzeczywiście widzieli. Typ pejzażu charakteryzowały ujęcie tematu, staranność wykończenia, delikatna kreska, jednolitość faktury i ekspresywne operowanie barwą.

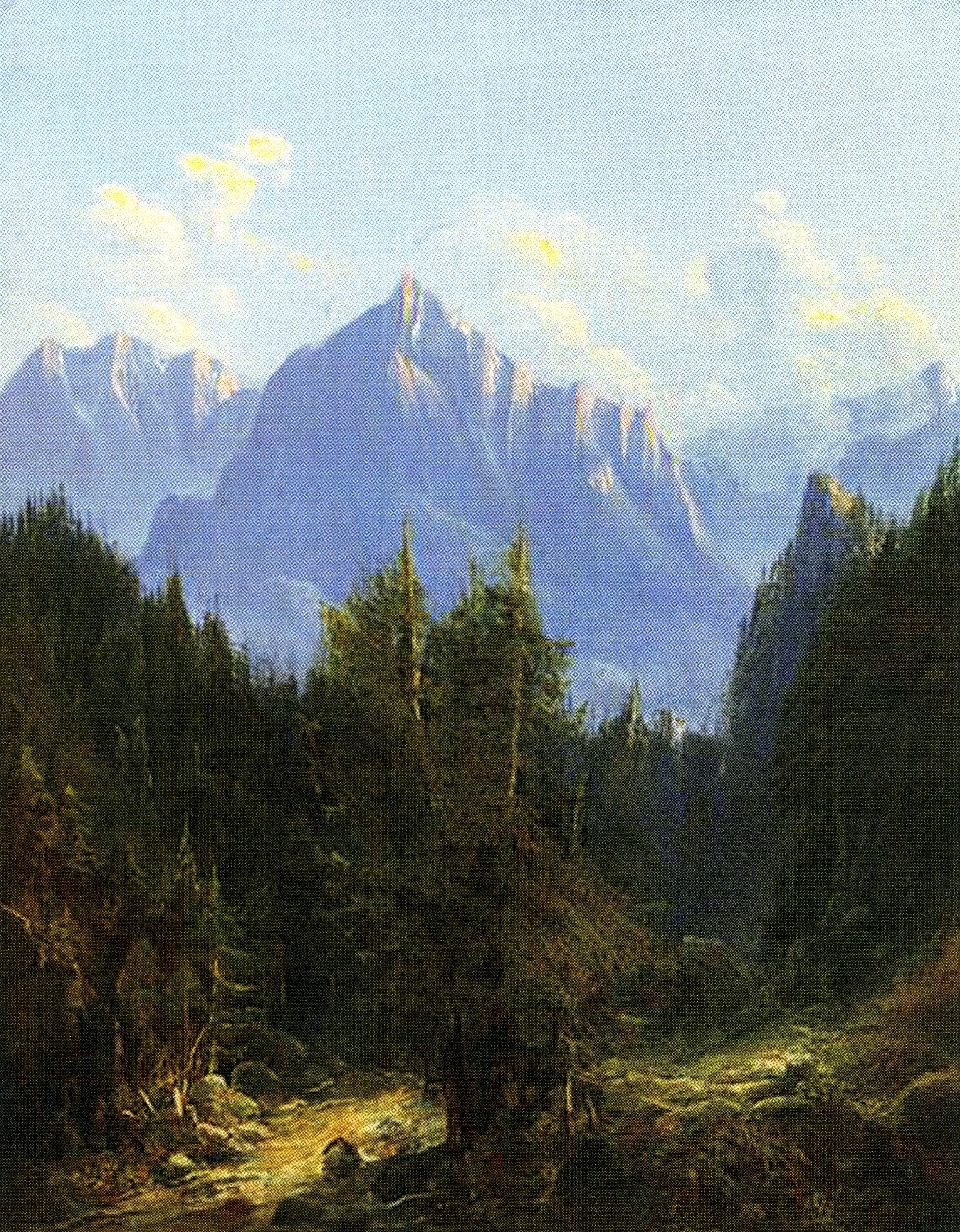
Droga do Morskiego Oka 1850, 38,5×30,5 cm, Muzeum Narodowe w Krakowie, MNK II-a-57

Gorczyński malarstwa uczył się w Wiedniu u pejzażysty Franza Steinfelda (1787–1868), a także w Krakowie u Jana Nepomucena Głowackiego (1802–1847), nazwanego w 2016 w opracowaniu Muzeum Romantyzmu w Opiniogórze „ojcem krajobrazu polskiego”, z którym dzielił fascynację krajobrazami Podhala i Tatr. W 1862 opublikował wspomnienie o Głowackim, który „otworzył drogę do piękności ukrytych w Tatrach”. 
Gorczyński był autorem kilkuset obrazów w stylu polskiego romantyzmu, które tak jak i jego twórczość literacka, posiadały wyraźny patriotyczno-niepodległościowy charakter w kontekście sytuacji politycznej w rozbiorowej Polsce. Ukazywał życie społeczeństwa na tle lokalnego krajobrazu i zabytków przeszłości. Najczęstszą treścią jego obrazów były pejzaże stron rodzinnych, przedstawiające najbliższą autorowi małą ojczyznę. Od swojego wiedeńskiego mistrza, Steinfelda, przejął formę artystyczną, która pochodziła wprost z XVIII-wiecznej szkoły malarstwa alpejskiego i której charakterystycznymi cechami są malowniczość, precyzja kadru i delikatność barw. Światło było dominującym elementem kompozycji. Zasady te współgrały z założeniami polskiego biedermeieru, lansowanego przez Głowackiego – przyjaciela i drugiego mistrza Gorczyńskiego. Sam Gorczyński był przekonany o korespondencji literatury i malarstwa, a szczególnie literackich „krajowidoków” i pejzaży, o czym pisał w trzech rozprawach: O Janie Nepomucenie Głowackim, artyście krakowskim, i o krajobrazie w obecnym czasie (1862), Obrazki rodzajowe (1855) oraz Pejzaż (Urywek z myśli o sztuce) (1853).

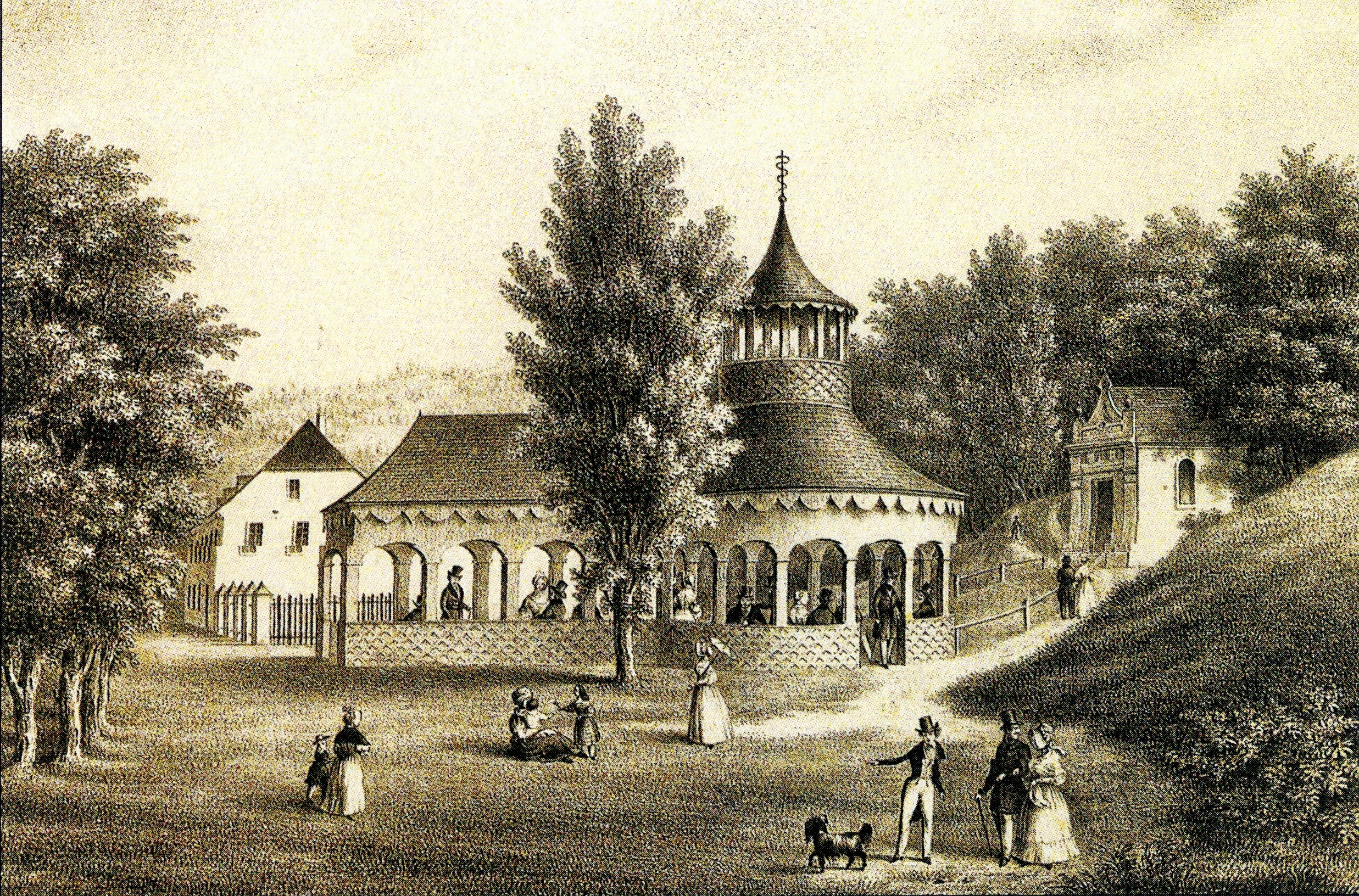
Litografia Krynica (późniejsza Krynica-Zdrój), 1840

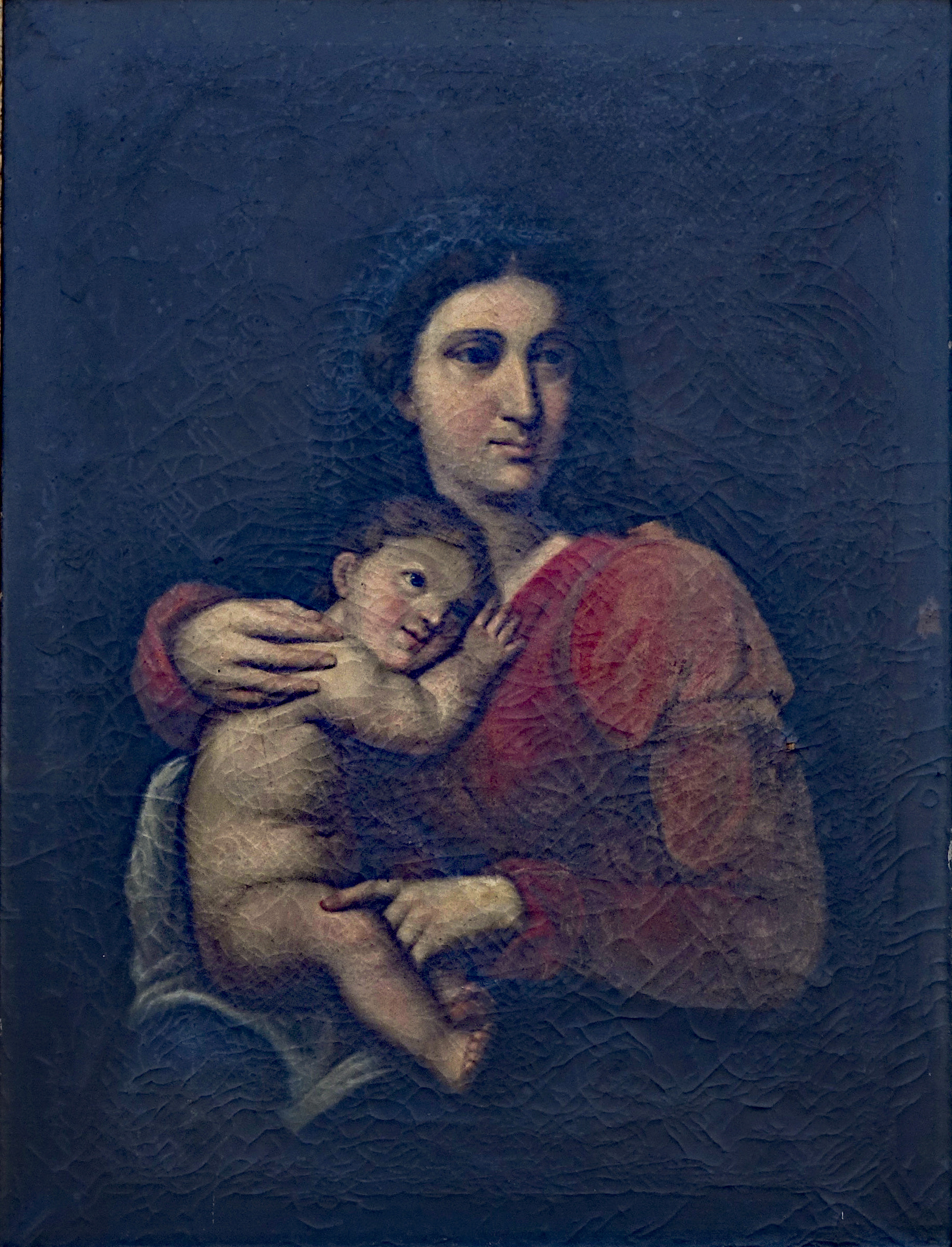
Madonna z Dzieciątkiem, olej na płótnie, 73 x 96 cm - malarstwo prawdopodobnie Adama Gorczyńskiego (1805–1876), od 1943 w kościele parafialnym w Bolechowicach

Malował olejno i akwarelą, przeważnie pejzaże, często z motywami architektonicznymi. W albumie Galicyja w obrazach zamieścił 14 rysunków (litografii) z okolic Krosna, Nowego Sącza, Jasła, Tarnowa, Krynicy i Tatr. W zbiorach Muzeum Narodowego w Krakowie znajdują się jego malarstwa Droga do Morskiego Oka w Tatrach i Kościół Dominikanów w Krakowie po pożarze 1850. Biblioteka Jagiellońska posiada: Widok Sanoka, Krajobraz górski, Zamek Herburtów pod Dobromilem, a Ossolineum przechowuje rysunki: Czorsztyn – ruiny zamku, Czorsztyn, Kościół Mariacki w Krakowie, Bielany w Krakowie, Pieskowa Skała (z napisem na odwrocie rysunku: „malował z natury Adam Gorczyński, uczeń Steinfelda”). W Muzeum Podhalańskim w Nowym Targu znajdują się obrazy Widok na Tatry i Nowy Targ. Swoje malarstwa wystawiał także w Towarzystwie Przyjaciół Sztuk Pięknych w Krakowie, którego był współzałożycielem i długoletnim członkiem zarządu. Pod pseudonimem „A* z Galicyi” wystawił w 1854 w salonie Towarzystwa: Widok Kalwarii Zebrzydowskiej, Droga do Morskiego Oka w Tatrach, Widok Czerwonego Klasztoru z Gór Pienin, Czarny Dunajec. W 1855 wystawił Babia Góra o rannej porze, Futor Mohorta, Monaster Mohorta, Czchów, Brzegi Dunajca, Melsztyn. Malarstwa Gorczyńskiego są obecne na rynku dzieł sztuki.
Zarówno malarstwo, jak i literaturę traktował jako sztukę, której głównym zadaniem jest moralno-wychowawcze oddziaływanie na odbiorców. Romantyczny sarmatyzm Gorczyńskiego przejawiał się w zamiłowaniu dla folkloru zachodniej Galicji, lokalnego kolorytu, sielskiego krajobrazu i historii ziemi rodzinnej. Wspierał młodych malarzy zainteresowanych polskimi pejzażami.
W kościele parafialnym w Bolechowicach znajduje się obraz Madonna z Dzieciątkiem prawdopodobnie pędzla Adama Gorczyńskiego. Malarstwo to należało do kolekcji rodzinnej w dworze Gorczyńskich w Brzeźnicy, skąd z powodu konfiskaty majątku przez okupujących Polskę Niemców zabrał go wnuk Adama płk Zygmunt Gorczyński (1881–1962) i w 1943 przekazał parafii w Bolechowicach.

### Działalność polityczna i społeczna

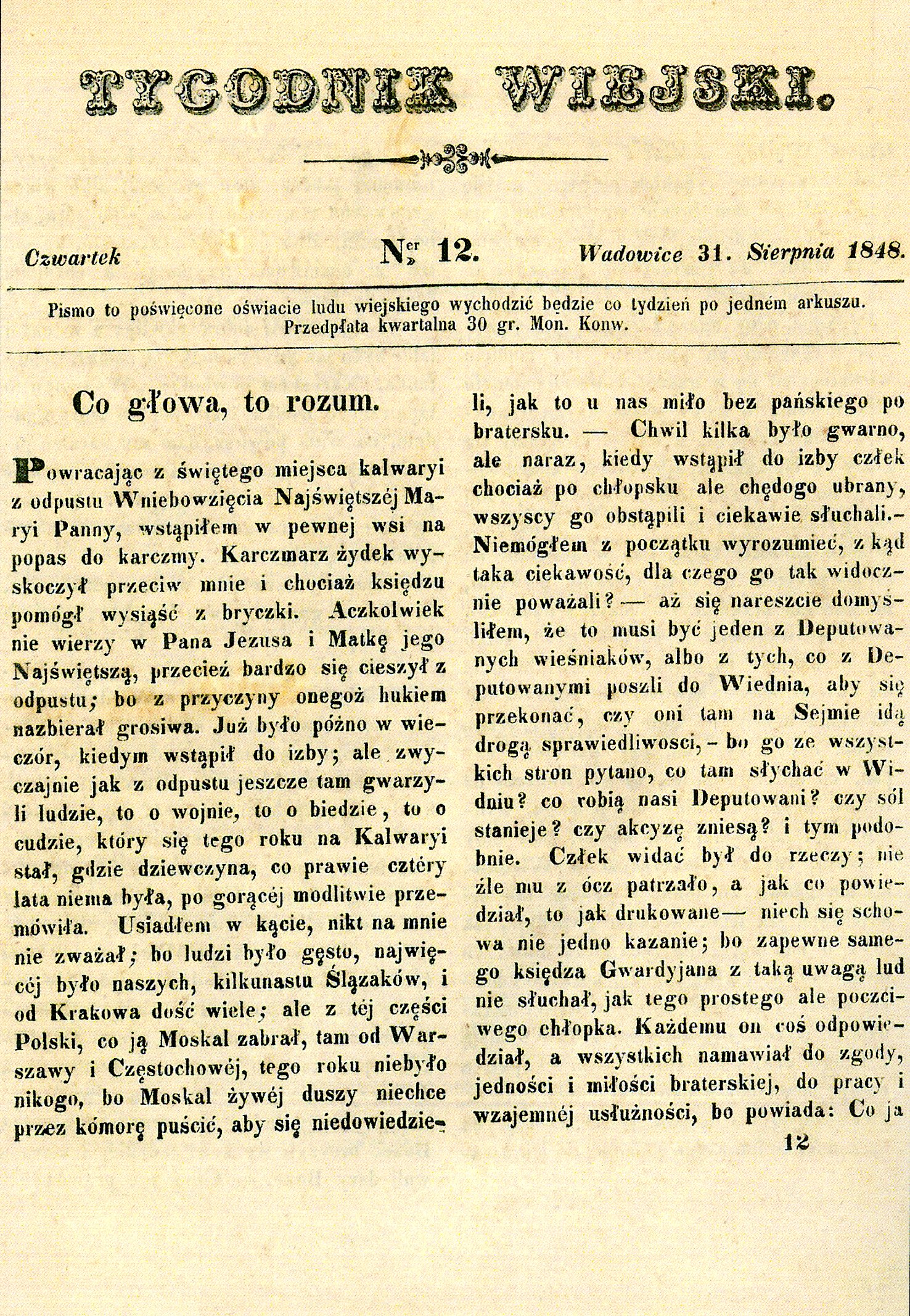
fragment felietonu Adama Gorczyńskiego w wadowickim „Tygodniku Wiejskim”, 1848

Od początku lat czterdziestych XIX wieku Adam Gorczyński przyjaźnił się i współpracował z cieszyńskim adwokatem, słowianofilem i politykiem Ludwikiem Kluckim, który będąc morawianinem uważał środowisko polskie za własne. Obaj byli zbliżeni do ugrupowania księcia Jerzego Lubomirskiego propagującego ideę jedności austriackich Słowian opartej na habsburskiej monarchii. W 1848 Gorczyński wraz z wadowickim społecznikiem ks. Wacławem Wąsikiewiczem (1815–1896), proboszczem parafii w Radoczy, redagował wychodzący w Wadowicach „Tygodnik Wiejski” przeznaczony dla chłopów celem „uszlachetnienia ich uczuć w duchu solidaryzmu społecznego” w sytuacji po powstaniu chłopskim (rzezi galicyjskiej) w 1846. W 1848 został wybrany „prezydującym” wadowickiej Rady Narodowej i w tym charakterze był uczestnikiem Zjazdu Słowiańskiego w Pradze.
Zamieszczał teksty na aktualne tematy społeczne i polityczne w „Dzienniku Mód Paryskich”, piśmie wychodzącym we Lwowie w okresie 1840–1849, którego tytuł był „kamuflażem mylącym czujność austriackiej cenzury”. Od 1848 był członkiem czynnym Galicyjskiego Towarzystwa Gospodarskiego. Należał do krakowskiego Towarzystwa Rolniczego. W latach 1855–1856 był prezesem galicyjskiego Towarzystwa Leśniczego. Od 1850 był konserwatorem zabytków na okręg wadowicki i bocheński. Inicjował zbiórkę publiczną na pomnik swojego przyjaciela Wincentego Pola (1807–1872), poety i geografa. W 1854 był współzałożycielem Towarzystwa Przyjaciół Sztuk Pięknych w Krakowie. W 1876 ufundował szkołę podstawową w Brzeźnicy i szkołę rolniczą w Czernichowie. Był także kolatorem kościoła w Marcyporębie.

## Upamiętnienie

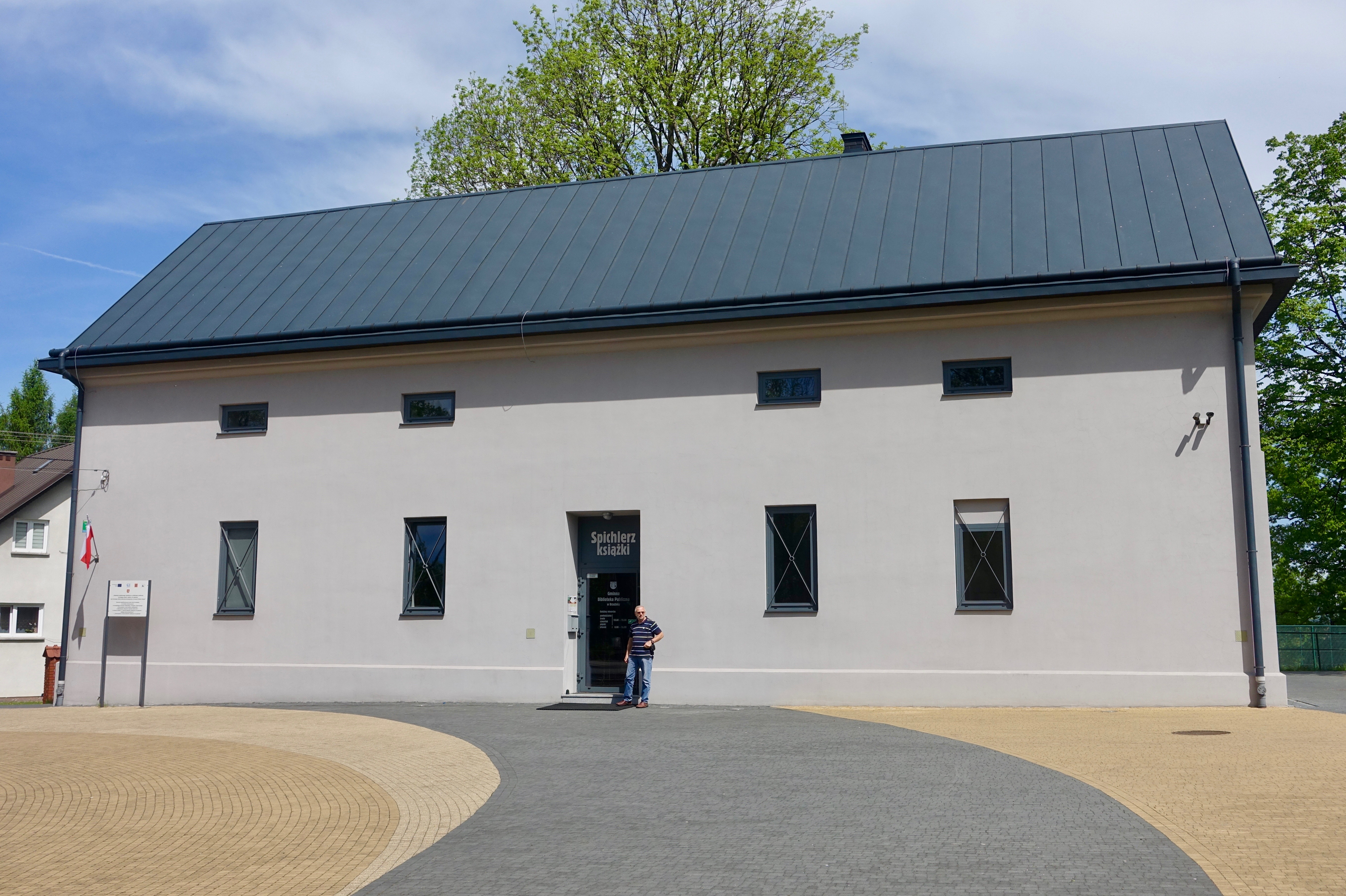
Dawny spichlerz dworski Gorczyńskich – od 2014 Spichlerz Książki, siedziba Gminnej Biblioteki Publicznej w Brzeźnicy

W czasie okupacji niemieckiej dwór w Brzeźnicy, jak i cały majątek, zostały odebrane przez Niemców (1940) ówczesnemu właścicielowi, wnukowi Adama, Zygmuntowi Gorczyńskiemu (1881–1962), pułkownikowi Wojska Polskiego w stanie spoczynku, a wcześniej austriackiemu majorowi kawalerii. Dwór w Brzeźnicy został po wojnie doprowadzony do ruiny przez różnych użytkowników, a pomnik na grobie Adama Gorczyńskiego został rozebrany z początkiem lat siedemdziesiątych XX wieku.
Zapomniany przez lata Adam Gorczyński powrócił jednak do zbiorowej pamięci. W 2012 ukazało się uaktualnione opracowanie twórczości Gorczyńskiego, które przyczyniło się do wybrania go jako „niezwykłej postaci życia duchowego z naszego regionu” patronem wystawy malarskiej „Urocze zabytki Doliny Karpia” w Tomicach koło Wadowic. Gminna Biblioteka Publiczna w Brzeźnicy dzięki następnym lokalnym inicjatywom opublikowała w 2014 monografię Romantyk z Brzeźnicy, która zawierała także wybór twórczości pisarskiej Adama Gorczyńskiego. W dniu 29 maja 2015 w dawnym spichlerzu w Brzeźnicy, jedynej pozostałości po majątku rodu Gorczyńskich, obecnym gminnym Spichlerzu Książki, który został całkowicie zmodernizowany, odbyła się pierwsza (z kolejnych) edycja Wojewódzkiego Konkursu Recytatorskiego imienia Adama Gorczyńskiego. Tego samego roku, 14 października, imię Adama Gorczyńskiego nadano Gimnazjum (Zespół Szkolno-Przedszkolny) w Brzeźnicy, a także jednej z ulic. Konkursy recytatorskie odbywały się w Spichlerzu w późniejszych latach.